# بروس تشن
بروس تشن (بالإسبانية: Bruce Chen) هو لاعب كرة قاعدة بنمي، ولد في 19 يونيو 1977 في بنما في بنما.

## وصلات خارجية
- بروس تشن على موقع دوري كرة القاعدة الرئيسي (الإنجليزية)
- بروس تشن على موقعبيزبول رفرنس.كوم (الدوري الرئيسي) (الإنجليزية)
- بروس تشن على موقعبيزبول رفرنس.كوم (الدوري الثانوي) (الإنجليزية)
- بروس تشن على موقع إي إس بي إن.كوم (أم.أل.بي) (الإنجليزية)
- بروس تشن على موقع مشجعي الرسوم البيانية (الإنجليزية)